# Джойоза Мареа
Джойо̀за Марѐа (на италиански: Gioiosa Marea, на сицилиански Giuiusa, Джуюза) е морско курортно градче и община в Южна Италия, провинция Месина, автономен регион и остров Сицилия. Разположено е на брега на Тиренско море. Населението на общината е 7251 души (към 2012 г.).